# Ефраїн Амескуа
Ефраїн Амескуа (ісп. Efraín Amézcua; 3 серпня 1907, Леон, Мексика — дата смерті невідома) — мексиканський футболіст, що грав на позиції півзахисника, зокрема, за клуб «Атланте», а також національну збірну Мексики.

## Клубна кар'єра
Виступав за команду «Атланте» з міста Канкун у штаті Кінтана-Роо.

## Виступи за збірну
Дебютував в офіційних матчах у складі національної збірної Мексики на чемпіонаті світу 1930 року в Уругваї. Він з'явився на поле у двох зустрічах — з Чилі (0:3) і Францією (1:4).

## Титули і досягнення
«Атланте»
Чемпіон Мексики (аматорська епоха) (1): 1931/32